# Cheratinocita

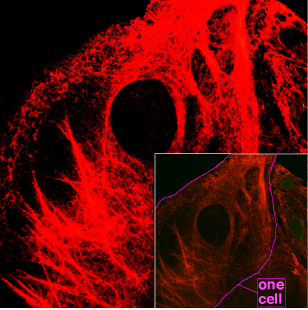
Filamenti di cheratina

I cheratinociti sono il tipo cellulare più abbondante nell'epidermide. Sono presenti in tutti i suoi strati che rappresentano le tappe del ciclo vitale del cheratinocita. Tra queste cellule è spesso difficile individuare un preciso confine al microscopio ottico. Hanno principalmente una funzione protettiva da aggressioni di organismi patogeni, calore, radiazioni UV, perdita d'acqua.

## Ciclo vitale e strati epidermici
I cheratinociti vanno incontro a 5 diversi stadi del corso della loro vita, partendo dalla parte più profonda dell'epidermide dove nascono, salgono fino alla superficie dove poi si sfalderanno. Essi sono, dal più interno al più esterno:
- strato basale o germinale
- strato spinoso o "del Malpighi"
- strato granuloso
- strato lucido
- strato corneo o di sfaldamento

Durante la loro esistenza vanno incontro a citomorfosi cornea o cheratinogenesi passando da cellule vive dotate di nucleo, a cellule morte senza nucleo e formanti semplici lamelle cornee che determinano la cheratinizzazione della cute e la sua protezione.
Il processo che porta alla morte delle cellule, in questo caso, non è definito apoptosi, bensì differenziamento terminale poiché le cellule morte rimangono adese all'epidermide per un certo periodo di tempo ed hanno una funzione nell'organismo.
La formazione del corneocita e il suo successivo distacco dallo strato corneo portano al depositarsi di costituenti citoplasmatici come proteine solubili, amminoacidi derivati dalla filaggrina, acidi e sali che entrano a far parte del cosiddetto film idrolipidico e del fattore naturale di idratazione, noto come NMF o natural moisturizing factor.

## Cheratogenesi

### Cheratina
La cheratina è una proteina organizzata in α-eliche stabilizzate da legami disolfuro e contenenti numerosi residui di arginina, serina e tirosina. I legami disolfuro sono permessi dalle cisteine presenti nella catena. Esistono due tipi di cheratina: rigida (presente nelle unghie e nei peli) e molle (presente nell'epidermide).

### Meccanismo
La cheratogenesi coincide con il ciclo vitale dei cheratinociti e anch'essa è rispecchiata negli strati dell'epidermide: da uno strato basale poco cheratinizzato, si passa allo strato corneo costituito praticamente solo da cheratine e da una completa mancanza di acqua. Nel corso del tempo, infatti, i cheratinociti acquisiscono sempre di più forme appiattite con forti perdite di acqua a favore di un citoplasma sempre più ricco di fibre di cheratina.